# Ferdinand Duchêne
Pour les articles homonymes, voir Duchêne.
Ferdinand Duchêne, né à Bussière-Poitevine le 30 janvier 1868 et mort à Arcachon le 26 novembre 1956, est un magistrat et écrivain français.

## Biographie
Nommé en 1895 juge de paix suppléant à Dellys, Ferdinand Duchêne mène une carrière de magistrat en Algérie qui le fait séjourner dans diverses villes avant d'occuper de 1921 à 1932, la fonction importante de conseiller à la cour d'Alger.
À ce poste, il attache son nom à la réforme du statut juridique de la femme kabyle. Ferdinand Duchêne, qui a appris l'arabe et le kabyle est l'auteur d'une douzaine de romans algériens dont la plupart sont regroupés dans le cycle "Les Barbaresques".

### Prix littéraires
- Grand Prix littéraire de l'Algérie, (1921).